# Guiria
Guiria é uma cidade venezuelana, capital do município de Valdez. O seu nome significa anaconda numa língua indígena.

## Personalidades notáveis
- Luís Bethelmy (1986-): basquetebolista